# Campbell, Minnesota
Campbell là một thành phố thuộc quận Wilkin, tiểu bang Minnesota, Hoa Kỳ. Năm 2010, dân số của thành phố này là 158 người.

## Dân số
- Dân số năm 2000: 241 người.
- Dân số năm 2010: 158 người.